# Wesley Chu

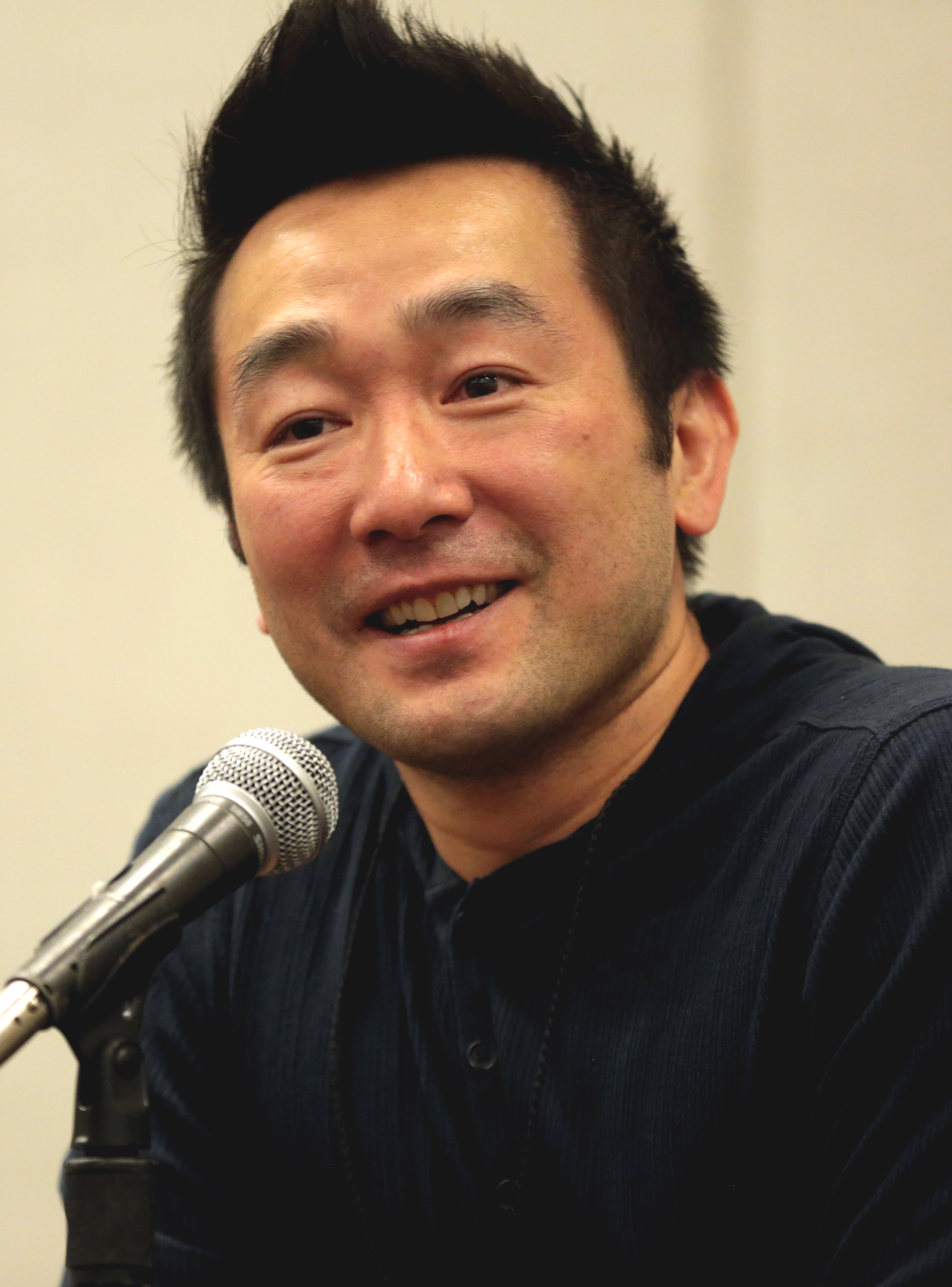
Wesley Chu (2017)

Wesley Chu (朱恆昱) (* 23. September 1976 in Taipeh) ist ein US-amerikanischer Science-Fiction-Autor.

## Biografie
Zunächst wuchs er bei seinen Großeltern in Taiwan auf, während seine Eltern in den USA studierten, ab 1982 dann bei seinen Eltern in Lincoln, Nebraska. 1990 zog die Familie nach Chicago. An der Universität von Illinois machte er einen Abschluss in Management Information Systems (Informatik) und arbeitete danach als Berater und schließlich zehn Jahre im Bankenwesen. Er trat in Filmen und im Fernsehen auf und arbeitete auch als Stuntman.
Chus erster Roman, The Life of Tao, wurde 2011 bei dem britischen Verlag Angry Robot Books als Teil ihres „Open Door“-Verfahrens eingereicht, und 2013 veröffentlicht. 2014 gehörte er zu den Gewinnern des Alex Awards. Seit 2014 ist Chu hauptberuflicher Autor. 2014 und 2015 wurde er für den John W. Campbell Award for Best New Writer nominiert und gewann 2015.
Chu hat bei Angry Robot Books einen Vertrag für eine neue Serie unterschrieben, mit der die Tao-Serie fortgesetzt wird. Paramount hat eine Option auf seinen Roman Time Salvager gekauft, für dessen Verfilmung Michael Bay im Gespräch ist. Im Oktober 2016 ist sein Debütroman Das Leben des Tao bei Fischer Tor auf Deutsch erschienen, im November 2016 folgte mit Die Tode des Tao Band 2 der Trilogie, Die Wiedergeburten des Tao folgte.

## Auszeichnungen
- 2015 John W. Campbell Award for Best New Writer

## Bibliografie
Tao
- 1 The Lives of Tao (2013)
  - Deutsch: Die Leben des Tao. Übersetzt von Simone Heller. Fischer Tor (Fischer #03487), 2016, ISBN 978-3-596-03487-1.
- 2 The Deaths of Tao (2013)
  - Deutsch: Die Tode des Tao. Übersetzt von Simone Heller und Susanne Gerold. Fischer Tor (Fischer #03488), 2016, ISBN 978-3-596-03488-8.
- 3 The Rebirths of Tao (2014)
  - Deutsch: Die Wiedergeburten des Tao. Übersetzt von Andreas Heckmann. Fischer Tor (Fischer #03489), 2017, ISBN 978-3-596-03489-5.
- 4 The Days of Tao (2016)
- The Tao Novels (Sammelausgabe von 1–3; 2018)
- The Rebirths of Tao (Kurzgeschichte in: Lightspeed, April 2015)
  - Deutsch: Die Wiedergeburten des Tao. Übersetzt von Simone Heller. In: Wesley Chu: Die Tode des Tao. Fischer Tor (Fischer #03488), 2016, ISBN 978-3-596-03488-8 (Auszug).

Time Salvager (Romane)
- 1 Time Salvager (2015)
  - Deutsch: Zeitkurier. Übersetzt von Jürgen Langowski. Heyne, 2017, ISBN 978-3-453-31733-8.
- 2 Time Siege (2016)

Io (Romane)
- 1 The Rise of Io (2016)
- 2 The Fall of Io (2019)

The Mortal Instruments – The Eldest Curses (mit Cassandra Clare)
- 1 The Red Scrolls of Magic (2019)
  - Deutsch: Die roten Schriftrollen. Übersetzt von Heinrich Koop und Franca Fritz. Goldmann, München 2020, ISBN 978-3-442-20602-5.
- 2 The Lost Book of the White (2020)

Romane
- Typhoon (Walking Dead-Tie-in, 2019)

## Filmografie
- Fred Claus (2007)[3]
- The Art of Pain (2008)[10]